# Neufahrn bei Freising
Neufahrn bei Freising è un comune tedesco di 18 584 abitanti, situato nel land della Baviera.

## Amministrazione

### Gemellaggi
Gardolo, dal 1983